# Jalapa (Nueva Segovia)
Pour les articles homonymes, voir Jalapa.
Jalapa est une ville du département de Nueva Segovia, au nord du Nicaragua, près de la frontière entre le Honduras et le Nicaragua. Jalapa est jumelée avec la ville de Champigny-sur-Marne